# Kanarieberg
Kanarieberg er en stigning i de Flamske Ardenner, beliggende nær Ronse i Østflandern. Kanarieberg går op ad sydsiden af Muziekberg. På toppen ligger Muziekskoven. Lidt længere mod vest ligger Fortuinberg.

## Cykelsport
Stigningen er blandt andet kendt fra Kuurne-Bruxelles-Kuurne, hvor den i de seneste år er placeret mellem Hoppeberg og Oude Kruisens.
Derudover besteg man den også i Tre dage ved Panne og Halle-Ingooigem.
I 2004 skulle den inkluderes i Omloop Het Volk, men årets udgave blev aflyst på grund af dårligt vejr. I 2013 blev den inkluderet i E3 Harelbeke.
Kanarieberg er blevet besteget 9 gange (2014-2023) i Flandern Rundt. I perioden 2014-2016 blev den placeret mellem Kaperij og Oude Kwaremont. I perioden 2017-2019 blev den inkluderet igen, denne gang mellem Pottelberg og Oude Kwaremont. I 2020 lå den mellem Valkenberg og Oude Kwaremont, og i 2021-2023 mellem Berg ten Houte og Oude Kwaremont.
I 2014 var stigningen også en del af 5. etape af Eneco Tour.
I 2022 og 2023 var stigningen inkluderet i Dwars door Vlaanderen.